# Grande Prêmio da Itália de 2011
O Grande Prémio da Itália é a décima terceira corrida da temporada de 2011 da Fórmula 1.

## Classificação
| #                        | Nº | Piloto             | Equipe               | Q1       | Q2       | Q3       | voltas |
| ------------------------ | -- | ------------------ | -------------------- | -------- | -------- | -------- | ------ |
| 1                        | 1  | Sebastian Vettel   | RBR-Renault          | 1:24.002 | 1:22.914 | 1:22.275 | 15     |
| 2                        | 3  | Lewis Hamilton     | McLaren-Mercedes     | 1:23.976 | 1:23.172 | 1:22.725 | 16     |
| 3                        | 4  | Jenson Button      | McLaren-Mercedes     | 1:24.013 | 1:23.031 | 1:22.777 | 17     |
| 4                        | 5  | Fernando Alonso    | Ferrari              | 1:24.134 | 1:23.342 | 1:22.841 | 18     |
| 5                        | 2  | Mark Webber        | RBR-Renault          | 1:24.148 | 1:23.387 | 1:22.972 | 14     |
| 6                        | 6  | Felipe Massa       | Ferrari              | 1:24.523 | 1:23.681 | 1:23.188 | 17     |
| 7                        | 10 | Vitaly Petrov      | Renault              | 1:24.486 | 1:23.741 | 1:23.530 | 19     |
| 8                        | 7  | Michael Schumacher | Mercedes             | 1:25.108 | 1:23.671 | 1:23.777 | 13     |
| 9                        | 8  | Nico Rosberg       | Mercedes             | 1:24.550 | 1:23.335 | 1:24.477 | 17     |
| 10                       | 9  | Bruno Senna        | Renault              | 1:24.914 | 1:24.157 |          | 20     |
| 11                       | 15 | Paul di Resta      | Force India-Mercedes | 1:24.574 | 1:24.163 |          | 15     |
| 12                       | 14 | Adrian Sutil       | Force India-Mercedes | 1:24.595 | 1:24.209 |          | 18     |
| 13                       | 11 | Rubens Barrichello | Williams-Cosworth    | 1:24.975 | 1:24.648 |          | 19     |
| 14                       | 12 | Pastor Maldonado   | Williams-Cosworth    | 1:24.798 | 1:24.726 |          | 16     |
| 15                       | 17 | Sergio Perez       | Sauber-Ferrari       | 1:25.113 | 1:24.845 |          | 17     |
| 16                       | 18 | Sébastien Buemi    | STR-Ferrari          | 1:25.164 | 1:24.932 |          | 18     |
| 17                       | 16 | Kamui Kobayashi    | Sauber-Ferrari       | 1:24.879 | 1:25.065 |          | 16     |
| 18                       | 19 | Jaime Alguersuari  | STR-Ferrari          | 1:25.334 |          |          | 11     |
| 19                       | 21 | Jarno Trulli       | Lotus-Renault        | 1:26.647 |          |          | 12     |
| 20                       | 20 | Heikki Kovalainen  | Lotus-Renault        | 1:27.184 |          |          | 13     |
| 21                       | 24 | Timo Glock         | Virgin-Cosworth      | 1:27.591 |          |          | 9      |
| 22                       | 25 | Jerome d'Ambrosio  | Virgin-Cosworth      | 1:27.609 |          |          | 11     |
| 23                       | 22 | Daniel Ricciardo   | Hispania-Cosworth    | 1:28.054 |          |          | 12     |
| 24                       | 23 | Vitantonio Liuzzi  | Hispania-Cosworth    | 1:28.231 |          |          | 11     |
| Tempo dos 107%: 1:29.854 |    |                    |                      |          |          |          |        |

## Corrida
| #   | Nº | Piloto             | Equipe               | Voltas | Tempo       | Grid | Pontos |
| 1   | 1  | Sebastian Vettel   | RBR-Renault          | 53     | 1:20:46.172 | 1    | 25     |
| 2   | 4  | Jenson Button      | McLaren-Mercedes     | 53     | +9.5s       | 3    | 18     |
| 3   | 5  | Fernando Alonso    | Ferrari              | 53     | +16.9s      | 4    | 15     |
| 4   | 3  | Lewis Hamilton     | McLaren-Mercedes     | 53     | +17.4s      | 2    | 12     |
| 5   | 7  | Michael Schumacher | Mercedes             | 53     | +32.6s      | 8    | 10     |
| 6   | 6  | Felipe Massa       | Ferrari              | 53     | +42.9s      | 6    | 8      |
| 7   | 19 | Jaime Alguersuari  | STR-Ferrari          | 52     | +1 volta    | 18   | 6      |
| 8   | 15 | Paul di Resta      | Force India-Mercedes | 52     | +1 volta    | 11   | 4      |
| 9   | 9  | Bruno Senna        | Renault              | 52     | +1 volta    | 10   | 2      |
| 10  | 18 | Sébastien Buemi    | STR-Ferrari          | 52     | +1 volta    | 16   | 1      |
| 11  | 12 | Pastor Maldonado   | Williams-Cosworth    | 52     | +1 volta    | 14   |        |
| 12  | 11 | Rubens Barrichello | Williams-Cosworth    | 52     | +1 volta    | 13   |        |
| 13  | 20 | Heikki Kovalainen  | Lotus-Renault        | 51     | +2 voltas   | 20   |        |
| 14  | 21 | Jarno Trulli       | Lotus-Renault        | 51     | +2 voltas   | 19   |        |
| 15  | 24 | Timo Glock         | Virgin-Cosworth      | 51     | +2 voltas   | 21   |        |
| NC  | 22 | Daniel Ricciardo   | Hispania-Cosworth    | 39     | +14 voltas  | 23   |        |
| Ret | 17 | Sergio Perez       | Sauber-Ferrari       | 32     | Câmbio      | 15   |        |
| Ret | 16 | Kamui Kobayashi    | Sauber-Ferrari       | 21     | Câmbio      | 17   |        |
| Ret | 14 | Adrian Sutil       | Force India-Mercedes | 9      | Direção     | 12   |        |
| Ret | 2  | Mark Webber        | RBR-Renault          | 4      | Acidente    | 5    |        |
| Ret | 25 | Jerome d'Ambrosio  | Virgin-Cosworth      | 1      | Câmbio      | 22   |        |
| Ret | 10 | Vitaly Petrov      | Renault              | 0      | Acidente    | 7    |        |
| Ret | 8  | Nico Rosberg       | Mercedes             | 0      | Acidente    | 9    |        |
| Ret | 23 | Vitantonio Liuzzi  | Hispania-Cosworth    | 0      | Acidente    | 24   |        |

## Curiosidade
- Primeiros pontos de Bruno Senna.

## Tabela do campeonato após a corrida
Observe que somente as cinco primeiras posições estão incluídas na tabela.
| Pos | Var     | Piloto           | Pontos |
| --- | ------- | ---------------- | ------ |
| 1   | Estável | Sebastian Vettel | 284    |
| 2   | 1       | Fernando Alonso  | 172    |
| 3   | 1       | Jenson Button    | 167    |
| 4   | 2       | Mark Webber      | 167    |
| 5   | Estável | Lewis Hamilton   | 158    |

| Pos | Var     | Construtor       | Pontos |
| --- | ------- | ---------------- | ------ |
| 1   | Estável | Red Bull-Renault | 451    |
| 2   | Estável | McLaren-Mercedes | 325    |
| 3   | Estável | Ferrari          | 254    |
| 4   | Estável | Mercedes         | 108    |
| 5   | Estável | Renault          | 70     |